# ویکتور آندراده

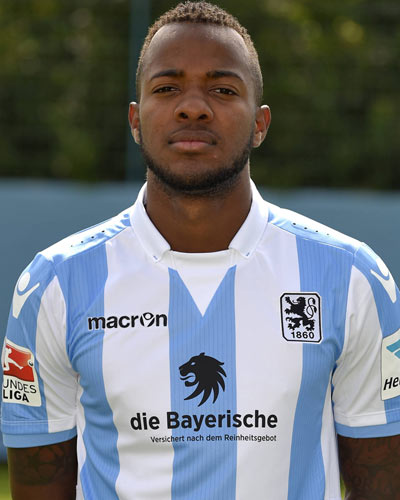
ویکتور آندراده سانتوس در سال ۲۰۲۲

ویکتور آندراده سانتوس (پرتغالی: Victor Andrade Santos؛ زادهٔ ۳۰ سپتامبر ۱۹۹۵) بازیکن فوتبال اهل برزیل است.
از باشگاه‌هایی که در آن بازی کرده‌است می‌توان به سانتوس، بنفیکا، ویتوریا گیمارش و مونیخ ۱۸۶۰ اشاره کرد.